# Stefan Milošević
Stefan Milošević (Servisch: Стефан Милошевић) (Nikšić , 23 juni 1996) is een Montenegrijns voetballer die bij voorkeur als spits speelt. In 2021 tekende Milošević een contract bij Kiryat Shmona.

## Clubcarrière
Milošević begon te voetballen bij de jeugd van Podgorica. Hij stroomde in het seizoen 2013/14 door naar de eerste ploeg en maakte zijn debuut op het hoogste niveau op 24 augustus 2013. Hij kwam vijf minuten voor tijd Risto Radunovic vervangen in de met 1–2 verloren wedstrijd tegen Mornar Bar. Na omzwervingen bij FK Rudar Plevlja en FK Lovćen werd hij verhuurd aan Kom Podgorica. Daar wist hij in 60 wedstrijden 26 doelpunten te maken, hetgeen hem een definitieve transfer opleverde in de zomer van 2018 naar FK Iskra. In de heenronde wist Milošević negen doelpunten te maken uit negentien wedstrijden en werd vervolgens getransfereerd naar Waasland Beveren.

## Clubstatistieken
| Seizoen | Club                       | Land            | Competitie            | Wed. | Doelp. |
| ------- | -------------------------- | --------------- | --------------------- | ---- | ------ |
| 2013/14 | FK Buducnost Podgorica     | Montenegro      | Prva Crnogorska Liga  | 5    | 0      |
| 2014/15 | FK Buducnost Podgorica     | Montenegro      | Prva Crnogorska Liga  | 9    | 1      |
| 2015/16 | FK Rudar Plevlja           | Montenegro      | Prva Crnogorska Liga  | 4    | 0      |
| 2015/16 | FK Lovćen                  | Montenegro      | Prva Crnogorska Liga  | 7    | 0      |
| 2016/17 | → Kom Podgorica            | Montenegro      | Druga Crnogorska Liga | 30   | 20     |
| 2017/18 | → Kom Podgorica            | Montenegro      | Prva Crnogorska Liga  | 26   | 4      |
| 2018/19 | FK Iskra                   | Montenegro      | Prva Crnogorska Liga  | 18   | 9      |
| 2018/19 | Waasland Beveren           | België          | Jupiler Pro League    | 9    | 6      |
| 2020/21 | Waasland Beveren           | België          | Jupiler Pro League    | 3    | 0      |
| 2020/21 | → Riga FC                  | Virslīga        | Prva Crnogorska Liga  | 23   | 18     |
| 2021/22 | Hapoel Ironi Kiryat Shmona | Vlag van Israël | Ligat Ha'Al           | 0    | 0      |
| Totaal  | Totaal                     | Totaal          | Totaal                | 134  | 58     |

## Interlandcarrière
Milošević kwam zevenmaal in actie voor de onder 19 van Montenegro.
1 Reus ·
4 Bateau ·
5 Luiz ·
6 Dicke ·
7 Kerrigan ·
8 Servais ·
9 Ola-Adebomi ·
10 Limbombe ·
11 Michiwaki ·
13 Khatir ·
15 Wuytens ·
16 Deman ·
18 Dewaele ·
20 Dassy ·
21 Jans ·
23 Fall ·
24 Moustapha ·
30 Corryn ·
32 Filipovic ·
34 Abrahams ·
43 Coopman ·
77 Ertürk ·
78 Van Hecke ·
84 Lusamba ·
92 Mertens ·
Brüls ·
Coach: Reedijk